# Apache-licensen
Apache-licensen (eller ASL) er en fri software licens udviklet af Apache, der anvendes af alle Apache-projekter. Den blev først udviklet til Apache-webserveren i 1999. I modsætning til copyleft-licenserne, som er restriktive i hvad man kan gøre med softwaren,  er Apache-licensen en såkaldt "permissive" licens, i samme familie som BSD-licensen og MIT-licensen. Dette har gjort den attraktiv i kommercielle projekter, da man ikke risikerer at skulle åbne al sin egen software som følge af at man tager Apache-licenseret software i brug.
Et eksempel på Apache-licensens popularitet er, at Microsoft i 2009 valgte at licensere sine  open-source projekter under ASL i stedet for sine egne Ms-PL og Ms-RL. Et andet eksempel er at Oracle i 2011 valgte Apache og Apache-licensen for OpenOffice da de besluttede ikke selv af fortsætte satsningen. Endnu et eksempel er Citrix' donm af CloudStack til Apache.
ASF og dens projekter frigiver den software de fremstiller under Apache-licensen. Noget ikke-ASF software er også licenseret under licensen. I oktober 2012, var 8.708 projeter på SourceForge.net frigivet under Apache-licensens vilkår.  I et bloginlæg fra maj 2008, nævnte Google at over 25% af de tæt på 100.000 projekter der var oprettet på Google Code brugte Apache-licensen, herunder Android operativ systemet.

## Versionshistorik
Apache-licensen 1.0 var den oprindelige Apache-licens, som alene gælder for ældre versioner af Apache-pakken (f.eks. version 1.2 af webbserveren).
Apache-licensen 1.1 godkendtes af Apache Software Foundation i år 2000: Den væsentligste forandring i forhold til 1.0 licensen er "reklamklausulen" (§ 3 i 1.0 licens), i hvilken fremstillede produkter ikke længere behøver at blive medtaget i reklamemateriale, men kun i dokumentationen.
ASF antog Apache License 2.0 i januar 2004. De formulerede mål for licensen inkluderede at gøre licensen lettere at anvende for ikke-ASF-projekter, at opnå en bedre kompatibilitet med GPL-baseret software, at tydeliggøre licensen på bidrag og at stille krav om en patentlicens på bidrag der krænker en bidragyders egne patenter.

## Versioner
Det er version 2.0 der anvendes i dag. Den originale version var 1.0 og der findes en version 1.1 fra 2000.
- http://apache.org/licenses/LICENSE-2.0, nuværende licensvilkår
- http://apache.org/licenses/LICENSE-1.1, historiske licensvilkår, erstattet af version 2.0
- http://apache.org/licenses/LICENSE-1.0, historiske licensvilkår, erstattet af version 1.1

## Kompatibilitet med GPL
Apache Software Foundation og Free Software Foundation (FSF) er enige om, at ASL 2.0 er en fri softwarelicens og envejs-kompatibel med version 3 af GNU General Public License (GPL). Da GPL version 3 indeholder alle krav fra Apache-licensen 2.0 plus yderligere,  kan et projekt der kombinerer kode under GPL version 3 med kode under ASL 2.0 licenseres under GPL version 3, men ikke under ASL.
Free Software Foundation anser dog at alle versioner af Apache-licensen (fra 2007) er uforenlig med den tidligere GPL version 1 og 2.